# Nick Kurtz
Nicholas Jeffrey Kurtz (Lancaster, 12 marzo 2003) è un giocatore di baseball statunitense che milita nel ruolo di prima base per gli Oakland Athletics della Major League Baseball (MLB).

## Primi anni
Kurtz giocò per la Nazionale maschile di baseball degli Stati Uniti d'America under 12, vincendo la medaglia d'oro alla Coppa del Mondo del 2015. Giocò come matricola per la scuola superiore di Lancaster, prima di trasferirsi alla scuola superiore Baylor a Chattanooga. In seguito si iscrisse alla Wake Forest University.
Nel suo primo anno a Wake Forest nel 2022 Kurtz fu premiato come Freshamn All-American dopo aver battuto con una media di .338, con 15 fuoricampi e 56 punti battuti a casa (RBI). Nel suo secondo anno nel 2023 ha batté con .353, con 24 fuoricampo e 60 punti battuti a casa, venendo premiato come All-American. Nel suo terzo anno nel 2024, da capitano della squadra, batté con .306, con 22 fuoricampo e 57 RBI.

## Carriera professionistica
Kurtz venne selezionato come quarto assoluto dagli Oakland Athletics al Draft MBL 2024. Il 22 luglio 2024 firmò un contratto del valore di 7 milioni di dollaro. Il 23 aprile 2025 debuttò nella MLB contro i Texas Rangers. In quella partita batté con uno su quattro, con un RBI. Il 13 maggio batté il suo primo fuoricampo su lancio di J.P. Feyereisen dei Los Angeles Dodgers. Il 16 giugno batté il fuoricampo da due punti della vittoria su lancio di Bryan Abreu degli Houston Astros per il 3-1 finale.
Il 25 luglio 2025 Kurtz divenne il primo rookie nella storia della MLB a battere quattro fuoricampo in una partita, in una gara che terminò con sei valide. Le altre due furono un singolo e un doppio, pareggiando il record MLB di Shawn Green, risalente a 23 anni prima, per il maggior numero di basi totali in una partita, con 19. Gli Athletics vinsero per 15-3.